# Члухув (гмина)
Члухув (пол. Człuchów) — сельская гмина (волость) в Польше, входит как административная единица в Члухувский повет, Поморское воеводство. Население — 10 134 человека (на 2005 год).

## Демография
| Перепись                       | Всего   | Всего | Женщины | Женщины | Мужчины | Мужчины |
| ------------------------------ | ------- | ----- | ------- | ------- | ------- | ------- |
| Единицы                        | человек | %     | человек | %       | человек | %       |
| Население                      | 10 134  | 100   | 4957    | 48,9    | 5177    | 51,1    |
| Плотность населения (чел./км²) | 28      | 28    | 13,7    | 13,7    | 14,3    | 14,3    |

## Соседние гмины
1. Гмина Хойнице
2. Гмина Чарне
3. Члухув
4. Гмина Дебжно
5. Гмина Камень-Краеньски
6. Гмина Конажины
7. Гмина Пшехлево
8. Гмина Жеченица